# Кралски колеж Лондон
Вижте пояснителната страница за други значения на Кингс Колидж.
Кралски колеж Лондон (на английски: King's College London), известен също непревеждан като Кинг'с / Кингс Колидж Лондон, съкратено ККЛ (KCL), е съставен висш колеж в структурата на Лондонския университет (University of London).
Основан е като Кралски университет (King’s University) от крал Джордж IV и Артър Уелсли, херцог на Уелингтън, през 1829 г. След 7 години – през 1836 г., заедно с Лондонския университет (London University) се обединяват под името Университет на Лондон (University of London), вече със статут на съставни висши колежи — Кралски и Университетски.
ККЛ е сред водещите висши училища в света както в образованието, така и в науката, заемайки 25то място в рейтинга, а в отделни дисциплини е измежду 10-те най-добри.
KCL е на 6-то място сред британските висши училища по броя на обучаваните в него 41 490 студенти) към 31 януари 2023 г.
Разположн е в 5 кампуса в Лондон. Основният комплекс от няколко сгради от различни периоди се намира в Централен Лондон, между улица „Странд“ и брега на Темза, в съседство със Самърсет Хаус. Има свои звена в Шрайвънхъм, Оксфордшър (за военно обучение) и в Нюкий, Корнуол (център за информационно обслужване).
През 2017 г. включва 9 факултета, които се подразделят на училища, департаменти, центрове, изследователски звена.

## Видни личности
Възпитаници

Кингс колидж е Алма матер за редица известни личности:
- Джон Кийтс
- Томас Харди
- Вирджиния Улф
- Съмърсет Моъм
- Артър Кларк
- Питър Хигс

Преподаватели

В него са преподавали или работили бележити учени като:
- Чарлз Уитстоун
- Джеймс Кларк Максуел
- Розалинд Франклин
- Оуен Ричардсън

Нобелови лауреати
- Чарлз Гловър Баркла – физика
- Оуен Ричардсън – физика
- Фредерик Хопкинс – физиология и медицина
- Чарлз Шерингтън – физиология и медицина
- Едуард Виктор Епълтън – физика
- Макс Тайлър – физиология и медицина
- Морис Уилкинс – физиология и медицина
- Дезмънд Туту – мир
- Джеймс Блек – физиология и медицина
- Питър Хигс – физика